# Балтийское штурманское училище
Балтийское штурманское училище — военное учебное заведение морского ведомства Российской империи.

## История
Начало царствования императора Павла I было ознаменовано многими реформами во флоте, в том числе по учебной части. Высочайшим указом от 20 августа 1798 года были утверждены положения и штаты нескольких существовавших ранее училищ: двух штурманских училищ — для Балтийского и Черноморского флотов и двух училищ корабельной архитектуры — для Санкт-Петербургского и Черноморского адмиралтейств.
Училище расположилось в доме, в котором ранее помещался Морской кадетский корпус, переведённый в Санкт-Петербург. По штату в училище могло иметь: главного директора, его помощника, профессора математики и 12 учителей-штурманов, а также учитель английского языка и учитель рисования. Кроме того было положено 54 работника и 2 комиссара. Количество воспитанников по штату: 1 класса (старшего) — 295 (подштурманов), 2 класса — 300 и 3 класса — 300.
В первые годы существования училища главные директора менялись часто: первым был вице-адмирал В. П. Фондезин; с 26.01.1799 — контр-адмирал И. Х. Вальянт, с 28.06.1800 — адмирал П. И. Ханыков. Обязанности профессора исполнял сначала капитан 1-го ранга М. П. Коробка, который 10 февраля 1804 года был произведён в чин капитан-командора и назначен директором училища.
Для пополнения училища до комплекта в младшие классы принимались дети всех сословий от 9-летнего возраста. Состав воспитанников первоначально был очень разновозрастной, но распределение на три роты совсем не учитывало этой разницы. Летом ученики распределялись на суда флота, старшие в должность подштурманов, а младшие в должность штурманских учеников. Выпускались на службу после сдачи экзаменов перед началом кампании, в основном, штурманами унтер-офицерского чина (но также в гражданскую службу с чином XIV класса). До 1804 года было выпущено 82 человека. В 1804 году был добавлен целый ряд преподаваемых учебных дисциплин, в числе которых были шведский (преподавался до 1812 г.) и немецкий языки, история и география; в штате появились два смотрителя из флотских офицеров, а помощник директора стал называться инспектором; выпущенные штурманы должны были отслужить в офицерских чинах не менее пяти лет. Была произведена ревизия учащихся: были исключены взрослые и неразвитые. Первоначально ученики присылались, в основном из военно-сиротских школ; они не знали даже начальных оснований арифметики. Только 26 ноября 1817 года училищу было дозволено самому выбирать способных учеников и для этого стали назначаться один из учителей и один из штурманов. Поступающие новички зачислялись во 2-е (младшее) отделение; учащиеся разделялись на две роты и на классы (по 25-30 человек).
С августа 1808 года очень короткое время директором училища был вице-адмирал Колокольцов; уже 6 ноября, в том же году, его сменил вице-адмирал Ломен, который 12 декабря 1809 года сдал училище инспектору капитан-лейтенанту Иванову. Новый директор был назначен только 17 февраля 1810 года — им стал контр-адмирал А. В. Моллер, который ежегодно командовал эскадрой и поэтому управлением училищем занимался только в зимние месяцы, и то, только до 1814 года, когда стал управлять постройкой Ревельской гавани. Фактически, в это время управлял училищем инспектор М. Г. Степовой. Осенью 1812 года он эвакуировал училище в Свеаборг; в январе и феврале 1813 года училище вернулось в Кронштадт.
В 1826 году училище было переименовано в Штурманскую роту, а с 10 марта 1827 года стало называться: Первый штурманский полуэкипаж. Директором с 4 июня 1826 года был назначен М. Г. Степовой; инспектором с 20 июня 1827 года до дня своей смерти 11 августа 1830 года был З. И. Панафидин. Полуэкипаж состоял из трёх рот; из старшей (первой) роты после экзаменов выпускались во флот штурманские кондукторы (лучшие производились в прапорщики). Каждая рота делилась на 4 отделения по 25 человек в каждом. В 3-й роте учились кадеты до возраста 11 лет, в 1-й роте — те, кому было от 15 лет и больше. Перевод из роты в роту и выпуск из учреждения производился ежегодно в марте, на основании успехов кадетов (но без экзаменов). Обучение состояло из классных занятий, практических занятий и фронтового учения. Выпускники должны были иметь опыт 6-7 разовой морской практики и возраст не менее 22 лет. С 1837 года для практики назначалось особое судно, на котором в течение лета воспитанники плавали по всем портам Финского залива. И ни одно судно не выходило без воспитанников полуэкипажа.
Востребованность штурманского экипажа с каждым годом всё возрастала; так, что в 1829 году 36 человек из-за недостатка вакансий не были приняты для обучения и были зачислены кандидатами на следующий год; в 1832 году таких кандидатов было уже 148 человек, а в 1854 году, несмотря на тот факт, что с 1837 года был остановлен приём детей не морских чинов — 235 человек. Списки кандидатов даже утверждались ежегодно начальником Главного морского штаба.
Командиром полуэкипажа по штату назначался полковник или генерал-майор; его власть была очень ограничена: многое решалось генерал-гидрографом, а затем директором Гидрографического департамента. В марте 1832 года инспектором был назначен капитан 2-го ранга А. К. Давыдов, который возглавил полуэкипаж 6 декабря 1837 года и занимал должность командира до 27 марта 1855 года, когда его сменил генерал-майор А. М. Голенищев-Кутузов, который перед этим также был инспектором (с 16.03.1838).
В 1851 году в полуэкипаже была учреждена кондукторская рота для снабжения флота штурманскими офицерами. В результате общее число учащихся возросло до четырёхсот; роты получили названия: кондукторская, первая кадетская, вторая кадетская и резервная. К 1 января 1852 года кондукторская рота была сформирована в числе 50 человек. В результате, с 1853 года все выпускники стали производиться в прапорщики.
Начавшиеся в 1855 году преобразования флота, привели к тому, что полуэкипаж был вновь переименован 9 мая 1856 года в Штурманское училище; при этом было открыто и артиллерийское отделение. Начальнику училища были предоставлены права директора Морского кадетского корпуса. После смерти 5 февраля 1860 года А. М. Голенищева-Кутузова, 15 февраля начальником училища был назначен А. И. Зеленой. С этого года во флоте было учреждено звание кондуктора и выпускники училища перестали выпускаться прапорщиками. А роты училища стали называться: первой, второй, третьей и резервной.
В 1857 году была прекращена запись кандидатов в училище (их набралось 230 человек); приём вёлся до 1861 года, выпуски продолжались по-прежнему — последний состоялся в 1868 году. В 1867 году училище было слито с артиллерийским, под названием Штурманско-артиллерийское училище. В 1872 году оно вошло в состав  Технического училища Морского ведомства. Офицеры, выпускаемые из училища, получили право поступать в Морскую академию.

## Выпускники
Выпускники Балтийского штурманского училища